# 河原田秀夫
河原田 秀夫（かわらだ ひでお、1936年（昭和11年） - ）は、日本の工学博士、工学者。国立千葉大学名誉教授。

## 略歴
1955年東京都立新宿高等学校を経て1960年慶應義塾大学工学部計測工学科卒業。1965年東京大学大学院数物系研究科応用物理学専攻博士修了。1965年工学博士。1965年より東京大学工学部助手。1967年より同講師。1983年より同助教授を経て1984年より千葉大学工学部教授現在に至る。日本応用数理学会第11代会長。(2000年度)

## 著書
- 河原田秀夫『自由境界問題-理論と数値解法』東京大学出版会〈UP応用数学選書〉、1989年。ISBN 978-4-1306-4073-2。